# Dromeus z Mantinei
Dromeus (gr. Δρομεύς) – starożytny grecki atleta pochodzący z Matinei, olimpijczyk.
W 480 roku p.n.e. odniósł zwycięstwo w pankrationie na igrzyskach olimpijskich po tym jak jego rywal, Teagenes z Tazos, wymęczony po walce bokserskiej z Eutymosem z Lokrów, wycofał się z rywalizacji. Był to pierwszy odnotowany w historii olimpiad przypadek zwycięstwa odniesionego walkowerem (Pauzaniasz, Wędrówka po Helladzie VI 11,4).